# Circuit des Planques
Der Circuit des Planques war eine Motorsport-Rennstrecke bei Albi im Département Tarn im südwestlichen Frankreich, die von 1933 bis 1955 genutzt wurde.

## Geschichte
Im Jahr 1933 rief eine Gruppe von Motorsportenthiusiasten des Moto-Camping-Club-Albigeois den Circuit des Planques ins Leben. Besonders die dort veranstalteten Voiturette-Rennen um den Grand Prix de l’Albigeois wurden schnell zu einem wichtigen Rennen für die besten Piloten dieser Kategorie.
Nach dem Zweiten Weltkrieg wurden bereits 1946 auf dem Circuit des Planques wieder Rennen der höchsten Kategorie ausgetragen. 1951 wurde auf dem Straßenkurs einmalig den Großen Preis von Frankreich veranstaltet, der erstmals zur Motorrad-Weltmeisterschaft gehörte. Im Training der 250-cm³-Klasse kam dabei der 250er-Weltmeister der Vorsaison, der Italiener Dario Ambrosini, bei einem Unfall ums Leben. Im selben Jahr wurde die Strecke in Circuit Raymond Sommer umbenannt. Der französische Ausnahmerennfahrer war im Jahr zuvor beim Formel-2-Rennen um den Grand Prix de Cadours tödlich verunglückt.
Nach dem schweren Unfall beim 24-Stunden-Rennen von Le Mans 1955, der 84 Todesopfer forderte, wurde die Strecke geschlossen, da der Straßenkurs für die immer schneller werdenden Fahrzeuge zu gefährlich geworden war. Ab 1959 werden auf westlich der Stadt neu errichteten Circuit d’Albi Rennen ausgetragen.

## Strecke
Die ursprünglich Strecke hatte ab 1933 eine dreieckige Form und eine Länge von 9,226 km. Sie wurde im Uhrzeigersinn befahren und bestand aus engen und holprigen öffentlichen Straßen, die für die Rennen gesperrt wurden. Start und Ziel lagen auf der südlichen Seite des Dreiecks im Dörfchen Les Planques auf der heutigen D 999 (Route de Milleau). Von dort aus bog die Strecke nach rechts auf die heutige D 100 ab und führte nach Nordosten über Saint-Antoine bis Saint-Juéry. Nach einer weiteren Rechtskurve führte die Piste danach auf der heutigen D 69 (Avenue de Montplaisir) in südlicher Richtung zurück bis zur D 999 und von dort nach Westen zurück zu Start und Ziel.
1934 wurden erste Änderungen vorgenommen. Um die enge Haarnadelkurve von Les Planques zu entfernen, wurde eine 225 m lange Überfahrt gebaut, auf die Start und Ziel verlegt wurden. Dort wurde außerdem ein Kontrollturm errichtet, wodurch auf der Strecke auch internationale Rennen durchgeführt werden konnten. Die Strecke hatte damit eine Länge von 8,911 km. Nach dem Zweiten Weltkrieg betrug die Streckenlänge nach kleineren Umbaumaßnahmen 8,901 km.
Im Jahr 1951 wurde der Circuit des Planques auf 2,991 km verkürzt, sodass Saint-Juéry nicht mehr durchfahren wurde.

## Sieger der Motorrad-WM-Rennen
| Jahr | 250 cm³                  | 350 cm³             | 500 cm³                 | Gespanne                               |
| ---- | ------------------------ | ------------------- | ----------------------- | -------------------------------------- |
| 1951 | Bruno Ruffo (Moto Guzzi) | Geoff Duke (Norton) | Alfredo Milani (Gilera) | Eric Oliver / Lorenzo Dobelli (Norton) |